# Приятели (сезон 1)
Първият сезон на щатския ситком „Приятели“, създаден от Дейвид Крейн и Марта Кауфман, премиерата се състои по NBC на 22 септември 1994 г. „Приятели“ е продуциран от Bright/Kauffman/Crane Productions, съвместно с Warner Bros. Television. Сезонът съдържа 24 епизода и завършва излъчването на 18 май 1995 г.

## Отзиви
Ранните отзиви за поредицата са положителни. В Los Angeles Daily News Рей Ричмънд посочва сериала като една от „най-ярките комедии на новия сезон“, а Los Angeles Times го нарича „най-добрия комедиен сериал от новия сезон“. Том Феран от The Plain Dealer пише, че сериалът се търгува „смътно и по-малко успешно по стила на излизането на Сайнфелд“, докато Ан Ходжес от Houston Chronicle  го нарича „новото желание на Сайнфелд, но никога няма да бъде като смешно като Сайнфелд“. Джини Холбърт от „Чикаго Сън Таймс“ (Chicago Sun Times) установява, че характеристиките на Джоуи и Рейчъл са недоразвити, докато Ричмънд хвали актьорския състав като „симпатичен младежки ансамбъл с добра химия“; Робърт Бианко от USA Today се хвали с Шуимър, наричайки го „страхотен“. Той също хвали водещите жени, но е загрижен, че ролята на Пери като Чандлър е „недефинирана“ и че ЛеБланк „разчита твърде много на същата мозъчно-мъртва рутина, която вече беше уморена през последните два пъти, когато я опита“. Авторите на „Приятели като нас: Неофициалното ръководство за приятели“ смятат, че актьорският състав „се опитва само малко прекалено“, по-специално Пери и Шуимър. Списание People казва, че „спасителната благодат“ е, че героите стават по-симпатични с течение на времето.

## Наследство
Collider класира сезона на 9-то място в класацията си за десетте сезона на „Приятели“. Те пишат, че най-добрият епизод за сезона е The One Where Rachel Finds Out.

## Актьорски състав

### Главен състав
| Изпълнител       | Роля           |
| ---------------- | -------------- |
| Дженифър Анистън | Рейчъл Грийн   |
| Кортни Кокс      | Моника Гелър   |
| Лиса Кудроу      | Фийби Бюфе     |
| Мат Лебланк      | Джоуи Трибиани |
| Матю Пери        | Чандлър Бинг   |
| Дейвид Шуимър    | Рос Гелър      |

### Поддържащ състав
| Изпълнител               | Роля             |
| ------------------------ | ---------------- |
| Анита Бароун Джейн Сибет | Карол Уилик      |
| Мичъл Уитфийлд           | Бари Фарбър      |
| Косимо Фуско             | Паоло            |
| Маги Уелър               | Джанис Хосенщайн |
| Джесика Хект             | Сюзън Бънч       |
| Винсент Вентреска        | Забавния Боби    |
| Джеймс Майкъл Тайлър     | Гънтър           |
| Елиът Гулд               | Джак Гелър       |
| Кристина Пикълс          | Джуди Гелър      |
| Лари Ханкин              | Господин Хекълс  |

### Гост звезди
| Изпълнител         | Роля                |
| ------------------ | ------------------- |
| Мерил Марко        | Марша, шефа на Рос  |
| Джил Гудакър       | Себе си             |
| Ханк Азария        | Дейвид              |
| Морган Ферчайлд    | Нора Бинг           |
| Фишър Стивънс      | Роджър              |
| Джон Ловиц         | Стийв               |
| Хелън Хънт         | Джейми Бучман       |
| Лейла Кензъл       | Фран Деваноу        |
| Джордж Клуни       | Доктор Мичъл        |
| Ноа Уайли          | Доктор Росън        |
| Дженифър Грей      | Минди               |
| Клаудия Шеър       | Фалшивата Моника    |
| Леа Ремини         | Лидия               |
| Джонатан Силвърман | Доктор Францблау    |
| Корин Борхер       | Мелани              |
| Лорън Том          | Джули               |
| София Милош        | Аврора              |
| Дженифър Грант     | Нина                |
| Джон Алън Нелсън   | Пол                 |
| Джефри Лауър       | Алън                |
| Бет Грант          | Лизи                |
| Мариан Хаган       | Джоан               |
| Камил Савиола      | Ужасната жена       |
| Джун Гейбъл        | Медицинската сестра |

## Епизоди
| Номер     | Заглавие                                                                            | Режисура       | Сценарий                                                                     | Първо излъчване в САЩ | Първо излъчване в България | Гледаемост в САЩ (милиони)                 |
| --------- | ----------------------------------------------------------------------------------- | -------------- | ---------------------------------------------------------------------------- | --------------------- | -------------------------- | ------------------------------------------ |
| 1 (1-01)  | Pilot The One Where Monica Gets a Roommate The One Where It All Began The First One | Джеймс Бъроус  | Дейвид Крейн Марта Кауфман                                                   | 22 септември 1994 г.  | 1996 г. (Канал 1)          | 21.5                                       |
| 2 (1-02)  | The One with the Sonogram at the End                                                | Джеймс Бъроус  | Дейвид Крейн Марта Кауфман                                                   | 29 септември 1994 г.  | 1996 г. (Канал 1)          | 20.2                                       |
| 3 (1-03)  | The One with the Thumb                                                              | Джеймс Бъроус  | Джефри Астроф Майк Сиковиц                                                   | 6 октомври 1994 г.    | 1996 г. (Канал 1)          | 19.5                                       |
| 4 (1-04)  | The One with George Stephanopoulos                                                  | Джеймс Бъроус  | Алекса Чънг                                                                  | 13 октомври 1994 г.   | 1996 г. (Канал 1)          | 19.7                                       |
| 5 (1-05)  | The One with the East German Laundry Detergent                                      | Памела Фриман  | Джеф Грийнщайн Джеф Страус                                                   | 20 октомври 1994 г.   | 1996 г. (Канал 1)          | 18.6                                       |
| 6 (1-06)  | The One with the Butt                                                               | Арлийн Санфорд | Адам Чейз Ира Ънгърлийдър                                                    | 27 октомври 1994 г.   | 1996 г. (Канал 1)          | 18.2                                       |
| 7 (1-07)  | The One with the Blackout                                                           | Джеймс Бъроус  | Джефри Астроф Майк Сиковиц                                                   | 3 ноември 1994 г.     | 1996 г. (Канал 1)          | 23.5                                       |
| 8 (1-08)  | The One Where Nana Dies Twice                                                       | Джеймс Бъроус  | Дейвид Крейн Марта Кауфман                                                   | 10 ноември 1994 г.    | 1996 г. (Канал 1)          | 21.1                                       |
| 9 (1-09)  | The One Where Underdog Gets Away                                                    | Джеймс Бъроус  | Джеф Грийнщайн Джеф Страус                                                   | 17 ноември 1994 г.    | 1996 г. (Канал 1)          | 23.1                                       |
| 10 (1-10) | The One with the Monkey                                                             | Питър Бонерц   | Адам Чейз Ира Ънгърлийдър                                                    | 15 декември 1994 г.   | 1996 г. (Канал 1)          | 19.9                                       |
| 11 (1-11) | The One with Mrs. Bing                                                              | Джеймс Бъроус  | Алекса Чънг                                                                  | 5 януари 1995 г.      | 1996 г. (Канал 1)          | 26.6                                       |
| 12 (1-12) | The One with the Dozen Lasagnas                                                     | Пол Лазариус   | Джефри Астроф Майк Сиковиц Адам Чейз Ира Ънгърлийдър                         | 12 януари 1995 г.     | 1996 г. (Канал 1)          | 24.0                                       |
| 13 (1-13) | The One with the Boobies                                                            | Алън Майърсън  | Алекса Чънг                                                                  | 19 януари 1995 г.     | 1996 г. (Канал 1)          | 25.8                                       |
| 14 (1-14) | The One with the Candy Hearts                                                       | Джеймс Бъроус  | Бил Лорънс                                                                   | 9 февруари 1995 г.    | 1996 г. (Канал 1)          | 23.8                                       |
| 15 (1-15) | The One with the Stoned Guy                                                         | Алън Майърсън  | Джеф Грийнщайн Джеф Страус                                                   | 16 февруари 1995 г.   | 1996 г. (Канал 1)          | 24.8                                       |
| 16 (1-16) | The One with Two Parts: Part 1                                                      | Майкъл Лембек  | Дейвид Крейн Марта Кауфман                                                   | 23 февруари 1995 г.   | 1996 г. (Канал 1)          | 26.1                                       |
| 17 (1-17) | The One with Two Parts: Part 2                                                      | Майкъл Лембек  | Дейвид Крейн Марта Кауфман                                                   | 23 февруари 1995 г.   | 1996 г. (Канал 1)          | 30.5                                       |
| 18 (1-18) | The One with All the Poker                                                          | Джеймс Бъроус  | Джефри Астроф Майк Сиковиц                                                   | 2 март 2005 г.        | 1996 г. (Канал 1)          | 30.4                                       |
| 19 (1-19) | The One Where the Monkey Gets Away                                                  | Питър Бонерц   | Джефри Астроф Майк Сиковиц                                                   | 9 март 1995 г.        | 1996 г. (Канал 1)          | 29.4                                       |
| 20 (1-20) | The One with the Evil Orthodontist                                                  | Питър Бонерц   | Доти Адамс                                                                   | 6 април 1995 г.       | 1996 г. (Канал 1)          | 30.0 - Първа поява на прическата „Рейчъл“. |
| 21 (1-21) | The One with the Fake Monica                                                        | Гейл Манкусо   | Адам Чейз Ира Ънгърлийдър                                                    | 27 април 1995 г.      | 1996 г. (Канал 1)          | 28.4                                       |
| 22 (1-22) | The One with the Ick Factor                                                         | Роби Бенсън    | Алекса Чънг                                                                  | 4 май 1995 г.         | 1996 г. (Канал 1)          | 29.9                                       |
| 23 (1-23) | The One with the Birth                                                              | Джеймс Бъроус  | История: Дейвид Крейн и Марта Кауфман Телеигра: Джеф Грийнщайн и Джеф Страус | 11 май 1995 г.        | 1996 г. (Канал 1)          | 28.7                                       |
| 24 (1-24) | The One Where Rachel Finds Out                                                      | Кевин С. Брайт | Крис Браун                                                                   | 18 май 1995 г.        | 1996 г. (Канал 1)          | 31.3                                       |